# Wilhelm-Albrecht Achilles
Wilhelm-Albrecht Achilles (* 27. November 1952 in Braunschweig) ist ein deutscher Jurist und ehemaliger Richter am Bundesgerichtshof.

## Leben
Nach dem Abschluss seiner juristischen Ausbildung war Achilles zunächst als wissenschaftliche Hilfskraft an der Universität Göttingen tätig. Dort verfasste er eine Dissertation zur Aufsicht über die kirchlichen Stiftungen der evangelischen Kirchen in der Bundesrepublik Deutschland, mit der er zum Dr. iur. promoviert wurde. 1982 trat er in den höheren Justizdienst des Landes Niedersachsen ein, wo er nach unterschiedlichen Verwendungen 1985 zum Richter am Landgericht Braunschweig ernannt wurde. 1993 wurde Achilles zum Richter und 2004 zum Vorsitzenden Richter am Oberlandesgericht Braunschweig befördert. Dabei hatte er zunächst den Vorsitz in einem Senat für Familiensachen und sodann im 2. Zivilsenat inne, der insbesondere für den gewerblichen Rechtsschutz zuständig ist; darüber hinaus saß er dem Senat für Landwirtschaftssachen vor.
Im November 2007 erfolgte schließlich die Ernennung zum Richter am Bundesgerichtshof, wo er dem für das Kauf-, Leasing- und Wohnraummietrecht zuständigen VIII. Zivilsenat zugewiesen wurde. Im ersten Halbjahr 2009 gehörte er darüber hinaus dem Xa-Zivilsenat an. Sein Richteramt endete mit Ablauf des 31. Mai 2018 nach Erreichen der Altersgrenze.
Er lehrt seit 2016 an der Universität Göttingen als Honorarprofessor.
Achilles ist mit einer Sonderschullehrerin verheiratet; der gemeinsame Sohn war während des Ingenieur-Studiums als Moderator bei Radio SAW tätig.

## Veröffentlichungen (Auswahl)
- Die Aufsicht über die kirchlichen Stiftungen der evangelischen Kirchen in der Bundesrepublik Deutschland. Mohr, Tübingen 1986. ISBN 3-16-645045-9.
- Kommentar zum GmbH-Gesetz (zusammen mit Jürgen Ensthaler und Burkhard Schmidt). Luchterhand, München 2005. ISBN 3-472-03383-5.
- Kommentar zum UN-Kaufrechtsübereinkommen (CISG). Luchterhand, Neuwied/Kriftel 2000. ISBN 3-472-04010-6.

## Nachweise
1. ↑  Pressemitteilung des OLG Braunschweig vom 5. November 2004 (Seite nicht mehr abrufbar, festgestellt im Mai 2019. Suche in Webarchiven)
2. ↑  Pressemitteilung des Bundesgerichtshofs Nr. 162/07 vom 2. November 2007
3. ↑  Pressemitteilung Nr. 96/2018 des Bundesgerichtshofs vom 30. Mai 2018
4. ↑  Person - Georg-August-Universität Göttingen. In: uni-goettingen.de. Georg-August-Universität Göttingen, abgerufen am 6. Juni 2025.

## Weblink
- Literatur von und über Wilhelm-Albrecht Achilles im Katalog der Deutschen Nationalbibliothek

| Personendaten    | Personendaten                                  |
| ---------------- | ---------------------------------------------- |
| NAME             | Achilles, Wilhelm-Albrecht                     |
| KURZBESCHREIBUNG | deutscher Jurist, Richter am Bundesgerichtshof |
| GEBURTSDATUM     | 27. November 1952                              |
| GEBURTSORT       | Braunschweig                                   |